# 坂上香
坂上 香（さかがみ かおり、1965年5月24日 - ）は、日本のドキュメンタリー映画監督。NPO法人 out of frame(アウト・オブ・フレーム）代表。一橋大学大学院社会学研究科客員准教授。青山学院大学非常勤講師。元テレビディレクター。

## 略歴
大阪市生まれ。国立音楽大学附属高等学校卒業後渡米。ウェストバージニア大学で国際関係学とスペイン語の両方を専攻し、コロンビアに短期留学をする。その後チリ、ペルーなどの南米諸国を放浪し、人権問題に関心を持つようになった。アムネスティインターナショナルに関わるようになったのも大学在学中。ピッツバーグ大学 Graduate School of Public and International Affairs(行政・国際関係大学院）に進学し、社会経済開発学とラテンアメリカ地域学を専攻。フェミニスト政治哲学のアイリス・マリオン・ヤング、教育学のRolland G. Paulstonらから指導を受ける。修士論文の調査のために訪れたチリで、初のドキュメンタリー映像を制作。ドキュメンタリ―の世界に進むことを決意。1992年、修士号取得。
帰国後の1992年から2001年にかけて、テレビ番組制作会社ドキュメンタリージャパンでディレクターをつとめる。主にNHKや民放のドキュメンタリー番組枠で、社会派ドキュメンタリーを制作。暴力からの回復をテーマに、世界各地を取材。治療共同体、修復的司法、ドラッグコート、コミュニティアプローチなどをいち早く日本に紹介した。英語でリメイクされ、海外のテレビで放映された作品も少なくない。ギャラクシー大賞、文化庁芸術祭賞優秀作品賞を始めとして、数多くの賞を受賞。2001年に起こったNHK番組改変問題でテレビ業界を去る。
2001年に独立し、2004年に初の自主制作映画「Lifers ライファーズ 終身刑を超えて」を監督。米国の刑務所における粗暴犯の更生プログラムをフィーチャーした。本映画は、New York International Independent Film and Video Festivalの海外ドキュメンタリー部門最優秀賞、日本カトリック賞を受賞するなど注目を浴び、劇場公開の他、日米の刑務所でも上映されている。2013年には監督2作目の映画「トークバック 沈黙を破る女たち」を完成。2014年春から全国各地でユニークな上映活動を展開。当事者を巻き込むワーク・イン・プログレスという編集スタイルや、観客参加型のワークショップを組み入れた上映会などが評判を呼んでいる。
2003年から2012年まで、大学の専任教員。メディアスタディーズ、映像論、ドキュメンタリー映像制作、文化人類学、フィールドワーク調査法、アメリカ文学と文化など、多岐にわたる分野を担当。在任中は大学と社会をつなぐ活動にも力を注ぎ、津田塾大学ソーシャルメディアセンタ―を創設し、中心となって運営した(2012年退任）。研究活動も精力的で、海外の刑務所における表現活動、マス・メディアにおける「犯罪」の表象、オルターナティブな社会政策に関する論文多数。
2005年以降、太田昌国、加賀乙彦、北川フラムらと共に「大道寺幸子基金・死刑囚表現展」で選考委員をつとめたり、少年院の映像コンクールや海外の映画祭（Astra Film Festival）などでも審査員をつとめている。International Documentary Associationのメンバー。パートナーは弁護士の岩井信。一児の母親。
2003年から京都文教大学人間学部准教授、2007年3月退職。
2007年4月から津田塾大学学芸学部准教授、2012年3月退職。
2011年から一橋大学大学院社会学研究科地球社会研究専攻客員准教授。青山学院大学非常勤講師、大阪経済法科大学アジア太平洋研究センタ―研究員。

## 主な監督作品

### 長編映画
- 『Lifers ライファーズ 終身刑を超えて』（2004年）
- 『トークバック 沈黙を破る女たち』（2013年）
- 『プリズン・サークル』（2019年）

### 短編映画
- 『月と刑場』（2012年）

### テレビ
- エイズと闘う子どもたち ザ・スクープ TV朝日 （1993年） (ATP賞94年度新人賞）
- ママ、ずっと一緒だよね〜エイズと生きる家族の一年 NHKスペシャル NHK （1995年）
- 閉ざされた魂の叫び〜アリス・ミラーが解く子ども時代〜 NHK BS特集 NHK-BSII （1996年）
- ジャーニー・オブ・ホープ〜死刑囚の家族と被害者遺族の2週間〜  NHK日曜スペシャル他 NHK（1996年） (文化庁芸術祭優秀作品賞）
- 家族の肖像シリーズ NHKスペシャル NHK （1997年）(ギャラクシー大賞)
- 隠された過去への叫び〜米・犯罪更生施設からの報告〜 日曜スペシャル NHK-BS1 （1998年） (ATP賞'99優秀賞）
- そのまんまで素敵だよ 〜みんながヒーローになれるクラス〜 人間劇場 TV東京 （1999年）
- 少年が被害者と向き合うとき 〜米・更生への新たな取組み〜 日曜スペシャル NHK-BSI （1999年）
- 希望の法廷 〜地域で向き合う少年犯罪〜 ウィークエンドスペシャル NHK-BSI （2001年）
- 弁護士たちの街角 ザ・ノンフィクション フジテレビ （2001年）(ATP賞2001優秀賞）

## 著書
- ヒューマン・ライツ教育―― 人権問題を「可視化」する大学の授業 ――（有信堂、2015年3月）、ヒューマンライツ教育研究所発行編
- ライファーズ 罪に向き合う（みすず書房、2012年8月）
- アミティ・「脱暴力」への挑戦 （日本評論社、2002年2月）、坂上香／アミティを学ぶ会編
- 癒しと和解への旅 --犯罪被害者と死刑囚の家族たち--（岩波書店、1999年1月）
- プリズン・サークル（岩波書店、2022年3月）ISBN 978-4-00-061526-6

## 注
1. ↑  坂上香参考文献
2. ↑  坂上香参考文献
3. ↑  坂上香参考文献
4. ↑  「教職員」一橋大学大学院社会学研究科地球社会研究専攻